# Homestuck
Homestuck és un webcòmic creat per Andrew Hussie i publicat al seu lloc web mspaintadventures.com del 13 d'abril de 2009 al 13 d'abril de 2016. Homestuck és "un còmic sobre un noi i els seus amics que juguen a un joc en què participen junts" i és la quarta i més llarga història de MS Paint Adventures, amb 8126 pàgines (d'un total de 10004 pàgines de MSPA). Homestuck compta amb una pàgina pròpia, anomenada homestuck.com creada el 2009, el 13/4, que es va convertir en un número recurrent al còmic.
La premissa d'Homestuck està inspirada en jocs com The Sims, Spore i EarthBound. A diferència d'anteriors aventures, Homestuck ja no transcorre per ordres del lector; Andrew pren el control total de la història durant l'Acte 4. No obstant això, admet que encara s'inspira en l'especulació i el fanart de la seva base de fans.
Homestuck Beta, que es va iniciar el 10 d'abril, tres dies abans del llançament oficial, va ser l'intent inicial d'Andrew de començar el còmic. El planejava fer completament en Flash i deixar l'art MS-Paint, però quan va arribar el Homestuck Stable Release va revelar que continuaria el seu estil artístic juntament amb l'ús de GIFs animats. Al cap de pocs dies es va revelar al blog d'Andrew que no ho havia planejat, sinó més aviat, va ser perquè fer tota una sèrie amb Flash era massa difícil i li requeria molt de temps. Tot i que la major part de l'aventura es va crear amb GIFs, va tenir actualitzacions ocasionals de Flash que prenien la forma de pel·lícules o fins i tot de minijocs que incloïen música.

## Història
En el seu tretzè aniversari, John Egbert rep un joc d'ordinador com a regal, una versió beta d'un videojoc de simulació immersiva anomenat "Sburb". Treballant amb la seva amiga Rose Lalonde, descobreixen que el joc permet als jugadors manipular la realitat. Juntament amb això, hi ha una altra sorprenent revelació: una pluja de meteorits que comença a destruir el món davant dels seus propis ulls. Tot i això, el joc els dona eines per escapar del seu destí. John, Rose i els seus amics Dave Strider i Jade Harley treballen junts per fugir de l'apocalipsi i entrar en una nova dimensió anomenada Incipisfera. La Incipisfera és un món d'"indubtable lleialtat en una extensió sense temps", on les forces dels regnes de Prospit i Derse lluiten pel domini sobre el regne de Skaia en un camp de batalla d'escacs. Els nens creen guies primaris, esperits coneguts com Kernelsprites, per ajudar-los a entendre aquest nou entorn i les regles del joc. Tots quatre han de lluitar contra els monstres del regne fosc, controlats pels Moradors, i alliberar els consorts dels quatre planetes que circumden Skaia. Han de dominar el sistema d'inventari anomenat Sylladex, i entendre el sistema d'alquímia que el joc ofereix. John, Rose, Dave i Jade aprenen a poc a poc dels seus papers com l'Hereu de l'Alè, la Vident de la Llum, el Cavaller del Temps i la Bruixa de l'Espai, respectivament. També coneixen una racha alienígena anomenada "Trolls", que estan compostos per dotze amb cadascú amb el seu respectiu signe del zodiac. També són molt classistes amb la seva sang.

## Personatges
- John Egbert
- Sollux Captor
- Rose Lalonde
- Karkat Vantas
- Dave Strider
- Nepeta Leijon
- Jade Harley
- Kanaya Maryam
- Jane Crocker
- Terezi Pyrope
- Jake English
- Vriska Serket
- Roxy Lalonde
- Equius Zahhak
- Dirk Strider
- Gamzee Makara
- Aradia Megido
- Eridan Ampora
- Tavros Nitram
- Feferi Peixes